# Kvašov
Kvašov este o comună slovacă, aflată în districtul Púchov din regiunea Trenčín. Localitatea se află la altitudinea de 332 m deasupra n.m., se întinde pe o suprafață de 7,47 km2 și în 2017 număra 656 de locuitori.

## Istoric
Localitatea Kvašov este atestată documentar din 1354.

## Demografie
| An:                | 1994 | 2004   | 2014   | 2024   |
| ------------------ | ---- | ------ | ------ | ------ |
| Număr de persoane: | 683  | 658    | 661    | 636    |
| Diferență:         |      | −3,66% | +0,45% | −3,78% |

| An:                | 2023 | 2024   |
| ------------------ | ---- | ------ |
| Număr de persoane: | 643  | 636    |
| Diferență:         |      | −1,08% |